# Johannelundstoppen

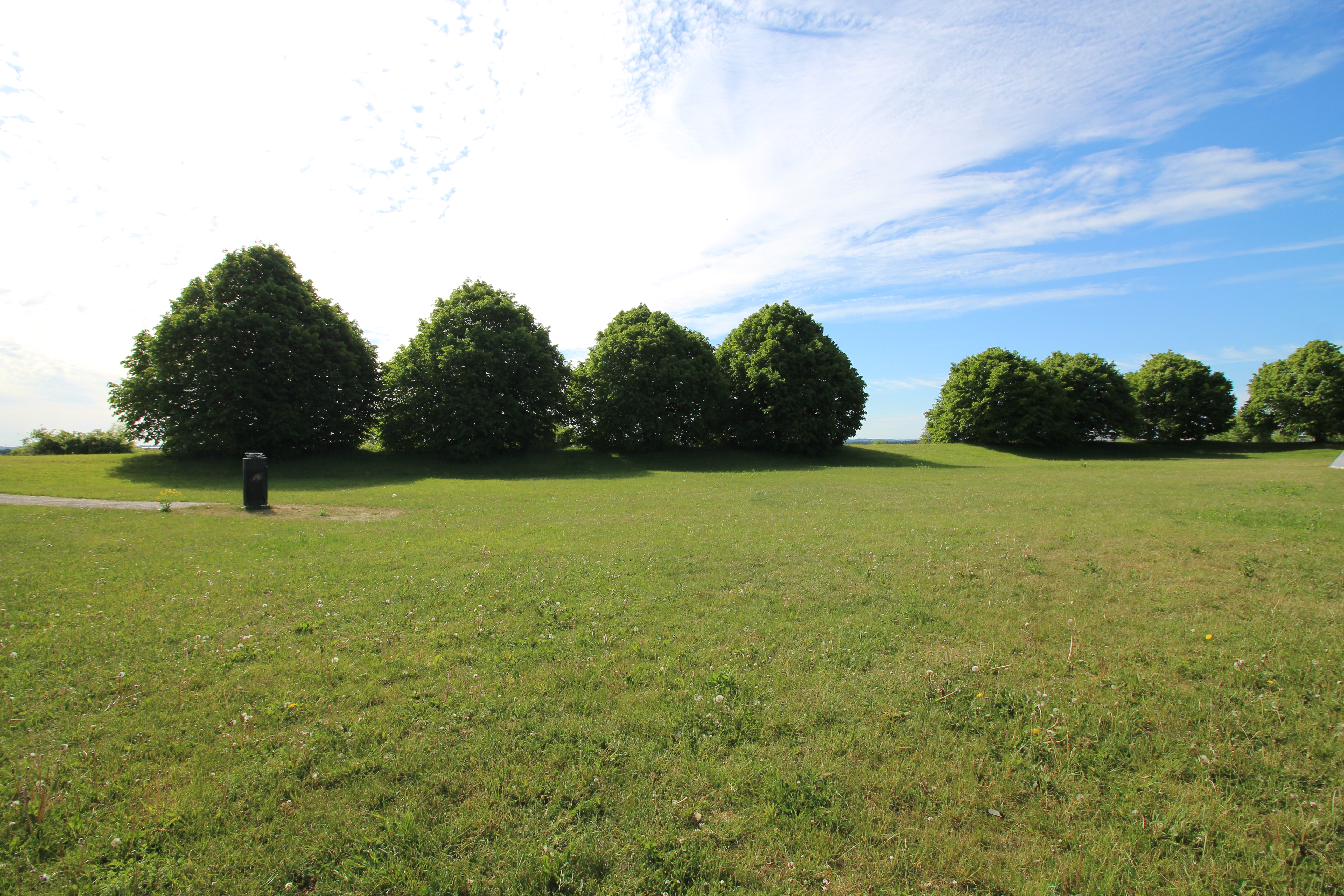
Parkområdet på Johannelundstoppen.

Johannelundstoppen är en konstgjord kulle som ligger utmed Lövstavägen i stadsdelen Vinsta i stadsområdet Västerort i Stockholm. Kullen har en höjd av 66 meter över havet och är uppbyggd av fyllnadsmassor från rivnings- och byggnadsprojekt från det så kallade miljonprogrammet.
Johannelundstoppen utformades av stadsträdgårdsmästare Holger Blom och landskapsarkitekt Erling Smedberg som en del i ett större projekt. Idén var att använda schaktmassor från stora byggprojekt i Hässelby och Vällingby för att bygga ett slags landskapsskulptur utformad som fritids- och rekreationsområde.
Kullen har sitt namn efter statarbostaden Johannelund som låg på platsen innan den revs på 1960-talet. Det ursprungliga namnet var Johannelundstippen, men det ändrades 1962 i samband med omvandlingen till friluftsområde.